# فرانك سيمون
فرانك سيمون (بالإنجليزية: Frank Simon)‏ (1 يناير 1899 في المملكة المتحدة - 1 يناير 1956) هو لاعب كرة قدم بريطاني (وحمل سابقاً جنسية المملكة المتحدة لبريطانيا العظمى وأيرلندا) في مركز الوسط. لعب مع بورت فايل ومانشستر سيتي ونادي كرو ألكساندرا.